# Auf dem Damm 14 (Mönchengladbach)

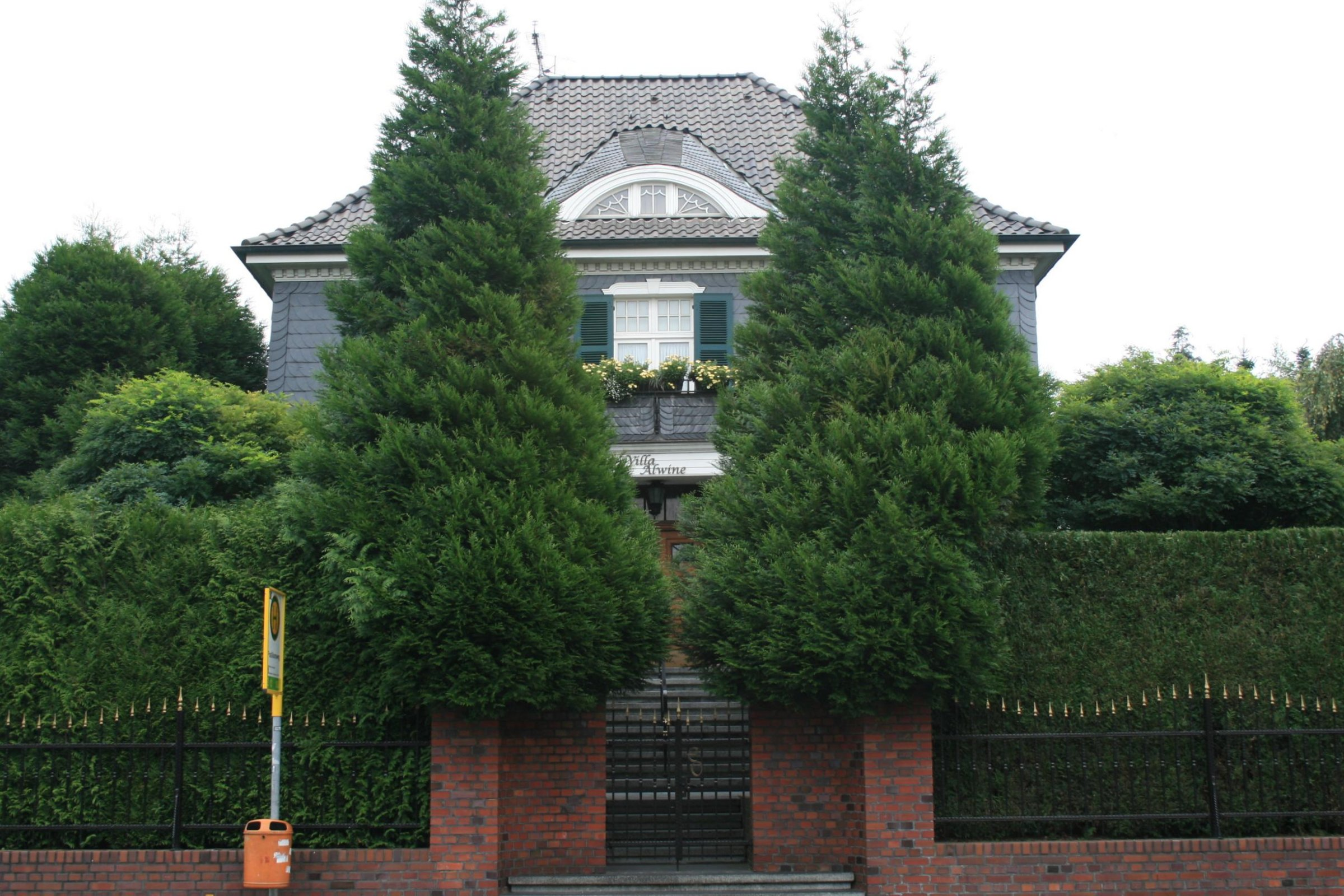
Wohnhaus (2010)

Das Wohnhaus Auf dem Damm 14 steht im Stadtteil Wickrathberg der Stadt Mönchengladbach (Nordrhein-Westfalen). Es wurde 1913 erbaut. Das Haus ist unter Nr. A 017 am 14. Oktober 1986 in die Denkmalliste der Stadt Mönchengladbach eingetragen worden.

## Architektur
Villenartiges Einfamilienhaus in Wickrathberg als zweigeschossiger Rechteckbau mit Walmdach in traufseitiger Stellung, Erdgeschoss backsteinverblendet, auf hohem vorspringendem Kellersockel, glatt eingeschnittene Rechteckfenster, Obergeschoss verschiefert (Fachwerkkonstruktion) mit geschweiften Fenstereinfassungen aus Holz. Kräftiges Holzkastengesims mit Klötzchenfries. Symmetrische Straßenfront, dreiachsig, mit eingeschossigen Eckausluchten auf polygonalem Grundriss (Teilungspfosten und Sturzbalken verputzt), in der Mitte flacher Eingangsvorbau mit vorgestelltem Säulenpaar (Putz) und Balkonaustritt, die vorgelagerte Treppe seitlich durch Mauerwangen eingefasst. Mittig im Dachbereich segmentförmige Fenstergaube. Seitenfronten unregelmäßig befenstert, Rückfront vierachsig, Obergeschossfenster paarweise zusammengefasst, im Erdgeschoss rechts versetzt angeordnetes Einzelfenster.
Das Gartengrundstück zur Straße durch ein niedriges Stützmäuerchen und eine Hecke abgegrenzt, den Zugang in der Haustürachse markieren in flache Halbkreisform gerundete Flankenmauern.